# گزیده آلچو
گُزیده آلچو (انگلیسی: Güzide Alçu؛ زادهٔ ۵ ژوئیهٔ ۱۹۹۷) بازیکن فوتبال اهل ترکیه است.
وی همچنین در تیم ملی فوتبال Turkey U-19 بازی کرده‌است.